# Agrammia
Agrammia là một chi bướm đêm thuộc họ Crambidae.

## Các loài
- Agrammia iridalis Guenée, 1854
- Agrammia matronalis Guenée, 1854